# Порайко, Василий Иванович
Василий Иванович Порайко (12 октября 1888, с. Устье над Прутом, Австро-Венгрия — 25 октября 1937) — советский государственный деятель, юрист.

## Биография
Учился на юридическом факультета Черновицкого университета, а затем — Львовского университета, который окончил в 1914 году. С началом Первой мировой войны в 1914—1918 годах мобилизован в австрийскую армию. В 1915 году попал в русский плен.
Одобрительно встретил Октябрьскую революцию 1917 года в России. Некоторое время работал председателем Астраханского губсовнархоза и членом губисполкома.
В 1919 году был командирован на Украину. В апреле 1919 года возглавил Временный комитет Восточной Галиции, впоследствии реорганизован в Галицкий революционный комитет. С июня 1919 года — член президиума Временного комитета коммунистов Восточной Галиции и Буковины, с октября — член оргбюро Компартии Восточной Галиции и Буковины.
В феврале 1920 г. был назначен командующим Украинской Галицкой армии, перешедшей на сторону большевиков. 27 февраля 1920 как назначенный командующим УГА, прибыл в Балту для реорганизации УГА в ЧУГА в составе делегации от XII Красной армии: В. Затонский, новый начальник штаба ЧУГА — полковник российской армии В. Иванов, политкомиссар армии Н. Михайлик. Ревком ЧУГА был распущен, все дела переданы наркомату КП(б) Восточной Галиции и Буковины. Как и В. Затонский, имел слово к воинам на митинге. В частности, клеймил как предательскую политику диктатора Е. Петрушевича, С. Петлюры, призвал не доверять старшинам, выражал удовлетворение, что стрелковые массы взяли судьбу УГА в свои руки.
В феврале-апреле 1920 года — командующий Красной Украинской галицкой армии, которая потом влилась в советской Красной армии. Уполномоченный ЦК КП(б)У по работе среди крестьян и интеллигенции.
В начале 1920-х годов занимал должности председателя Киевского губернского совета народного хозяйства, председателя Полтавского и Подольского губисполкомов, председателя Полтавского губернского комитета КП(б) Украины. После переезда в Харьков в 1923-1924 годах работал заместителем председателя Малого совета народных комиссаров УССР, председателем Украинского союза кустарей, а в 1925-1926 годах — председателем Укрсельбанка. С 5 марта 1927 по 10 июля 1930 — Народный комиссар юстиции и генеральный прокурор УССР. С декабря 1930 по август 1937 — заместитель председателя СНК УССР. В марте — июле 1932 года — председатель Харьковского облисполкома. Член ВУЦИК 5-13-го созывов, член президиума ВУЦИК и ЦИК СССР 1-го созыва, член оргбюро ЦК КП(б)У (1930—1937).
В августе 1937 г. был арестован НКВД СССР по сфабрикованному обвинению в участии в «буржуазно-националистической антисоветской организации бывших боротьбистов» и «Украинской военной организации». В условиях «культа личности» расстрелян. Реабилитирован в 1957.